# Brauerei Clemens Härle
Die Brauerei Clemens Härle KG ist eine 1897 gegründete Privatbrauerei in Leutkirch im Allgäu im Landkreis Ravensburg.

## Geschichte
Clemens Härle entstammte einer Bauernfamilie aus Kirchdorf an der Iller. Er hatte noch 13 weitere Geschwister. Vier seiner Brüder erlernten das Brauer- und Mälzerhandwerk in Oberdischingen bei Ulm. Sein Bruder Reinhart Härle betrieb die Waldschloss-Brauerei in Waldshut, sein Bruder Fridolin die Königsegger WalderBräu in Königseggwald.
Zunächst pachtete Clemens Härle die Schlossbrauerei in Bad Wurzach. Diese brannte ab. Im Jahre 1895 erwarb er in Leutkirch im Allgäu die Mohren Brauerei. Das Betriebsgelände befindet sich in der Wangener Straße, direkt an der Eschach. Zu der Brauerei gehörten eine Landwirtschaft, ein Brauereigasthof und weitere Liegenschaften. Gleich nach dem Kauf im Jahr 1896 errichtete Clemens Härle ein neues Brauereigebäude. In nur acht Monaten Bauzeit wurde es fertiggestellt und am 16. Februar 1897 der erste Sud gekocht. In diesem dreistöckigen Ziegelgebäude wird auch heute noch Bier gebraut. Die Brüder Carl, Otto und Hugo übernahmen die Brauerei. Danach standen Karl-Clemens und Hermann an der Spitze der Brauerei.
Heute werden die Geschäfte des Familienbetriebes von Gottfried Härle geleitet, einem Urenkel von Clemens Härle. Die Firma ist Gründungsmitglied des 1992 gegründeten Bundesverbandes der grünen Wirtschaft. Diesem Grundsatz entspricht die Selbstdarstellung als erste klimaneutrale Brauerei Deutschlands (CO2-neutrales Energiekonzept seit 2009, einschließlich Fuhrpark).
Die Brauerei warb bis Sommer 2015 auf den Etiketten mit der Eigenschaft „bekömmlich“, bis das Landgericht Ravensburg diese Bezeichnung am 26. August 2015 als rechtswidrig einstufte, begründet mit einer Irreführung der Konsumenten. Die Verwendung der umstrittenen Bezeichnung wurde untersagt. Eine Berufung beim Oberlandesgericht Stuttgart blieb erfolglos, ebenso eine Klage beim Bundesgerichtshof.

### Die Brauerei

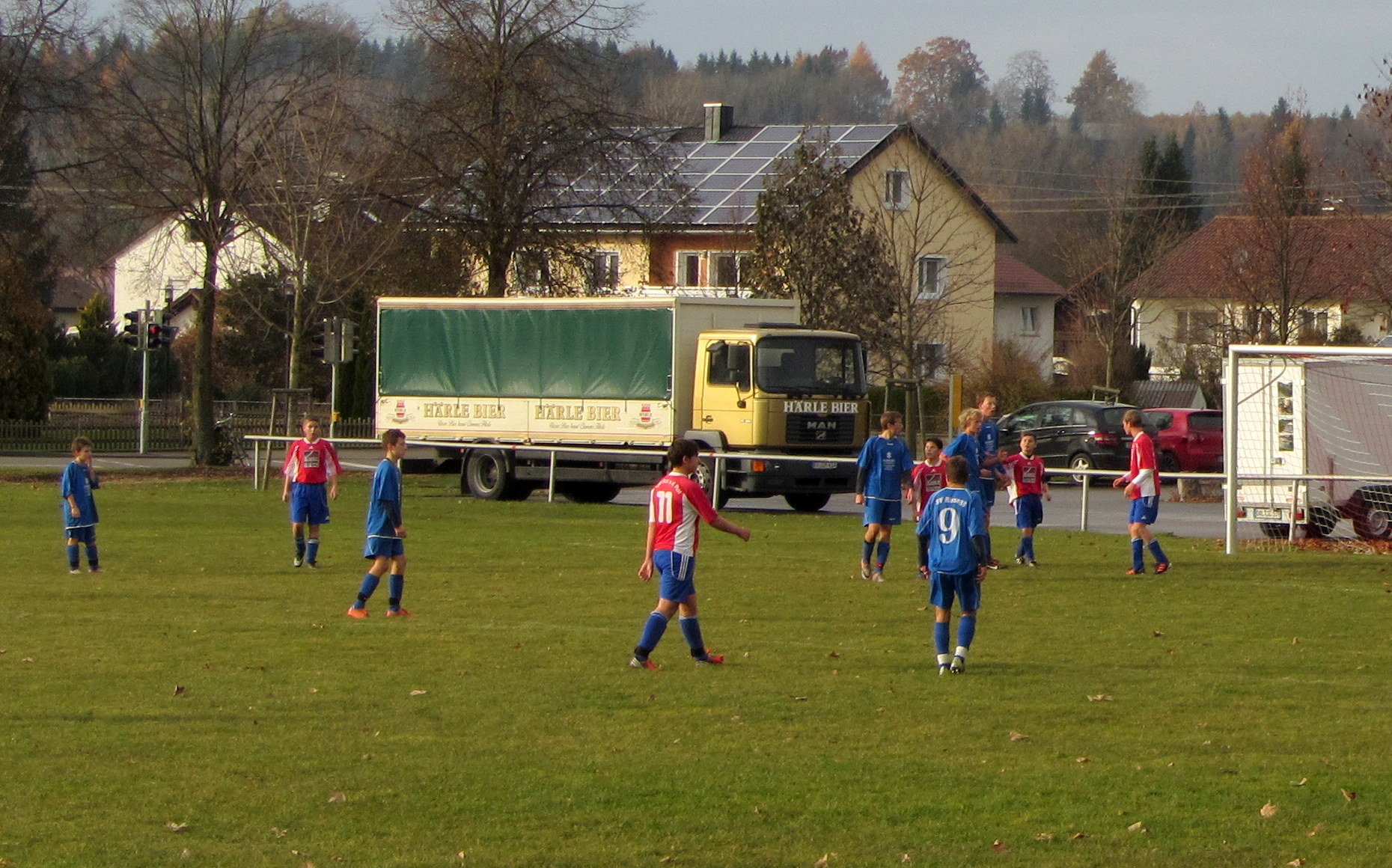
Bierlaster Clemens Härle (2012)

2018 wurden circa 36.000 Hektoliter Bier und Erfrischungsgetränke gebraut. Der Ausstoß verteilt sich auf 16 verschiedene Biersorten und Biermischgetränke, wobei Härle Gold, Lager Hell und Härles Feine Weiße die Hauptumsatzträger sind. Ergänzt wird das Sortiment durch Handelsbierware, Fruchtsäfte und alkoholfreie Erfrischungsgetränke.
In Oberschwaben und im Allgäu werden 280 Gastronomiebetriebe beliefert, außerdem Getränkemärkte. Der Fassbieranteil liegt bei 28 %. Das Unternehmen beschäftigt 35 Mitarbeiter und zwei Auszubildende.
Die Brauerei legt Wert darauf, ausschließlich mit regionalen Rohstoffen zu arbeiten. So kommt die Braugerste von oberschwäbischen Bauern und der Hopfen aus Tettnang (Bio-Hopfen vom Biohof Bentele). Beim Bio-Weizen wird auch auf bayerische Biohöfe zurückgegriffen.

### Sortiment (Auswahl)
| - Härle Export Gold - Härle NaturPils (Bio) - Clemens Spezial - Clemens ohne Filter - Clemens Weissbier (Bio) - NaturRadler - NaturRadler (Bio) - Echtes Radler | - Härle Böckle - Landzüngle (Bio) - Fidelio (Bio) - Härle Hopfenleicht - Lager Hell (Bio) - Feine Weisse - Leichte Weisse - Dunkle Weisse |

Außerdem hat die Brauerei seit 2008 das Bio-Erfrischungsgetränk „Seezüngle“ im Sortiment, inzwischen in den Geschmacksrichtungen Kirsch, Birne, Träuble, Rhabarber und Aronia. Es wird hergestellt aus oberschwäbischer Gerste, Früchten vom Bodensee und Wasser von der nahen Adelegg.

## Auszeichnungen
- 2009: Deutscher Solarpreis
- 2010: Deutscher Nachhaltigkeitspreis, Platz 3[8]
- 2010: 4. Nachhaltigkeitspreis der EthikBank, Platz 1[9]
- 2010: Umweltpreis des Landes Baden-Württemberg, Sektor Handwerk
- 2018: LEA-Mittelstandspreis für soziale Verantwortung in Baden-Württemberg
- 2019: Bayerischer Bierorden an Gottfried Härle[10]
- 2021: Gewinn des Wegbereiter-Awards für mehr weibliche Nachfolge des Verbands deutscher Unternehmerinnen (VdU)
- 2022: Auszeichnung „Schwarzer Löwe“